# Herman Rarebell
Herman Rarebell (właściwie Hermann Erbel, ur. 18 listopada 1949 w Schmelz) – niemiecki perkusista, muzyk zespołu Scorpions w latach 1977–1995, a także MSG.
W składzie Scorpions nagrał 8 płyt, których był również współautorem jako kompozytor i autor tekstów. Obecnie szef założonej w 1995 wytwórni muzycznej Monaco Records. Komponuje i nagrywa. Jest jedynym muzykiem, który będąc pełnoprawnym członkiem zespołu Scorpions wydał solowy album (pod szyldem Herman Ze German & Friends).

## Wydawnictwa solowe (wybrane)
- 1981 – Nip in the Bud
- 1986 – Herman Ze German
- 2005 – Drum Legends(Rarebell/York/Antolini)
- 2007 – I’m Back
- 2008 – My Life as a Scorpion
- 2010 – Herman Ze German + My life as a Scorpion Box set